# ジョセフ・クラーク
ジョセフ・クラーク（Joseph Clark, 1861年11月30日 - 1956年4月14日）は、アメリカ・ペンシルベニア州ジャーマンタウン出身の男子テニス選手。フルネームは Joseph Sill Clark （ジョセフ・シル・クラーク）といい、「ジョー・クラーク」（Joe Clark）の呼び名でも知られる。彼はハーバード大学の学生選手として、黎明期の全米選手権（現在の全米オープンテニス）や「全米大学対抗テニス選手権」で活躍し、1885年の全米選手権男子ダブルスでリチャード・シアーズと組んで優勝した。彼の家族は名門のテニス一家であり、2歳年上の兄クラレンス・クラーク（1859年 - 1937年）も国際テニス殿堂入りした名選手だった。

## 来歴
現在は「全米オープン」として知られるテニス競技大会は、1881年に男子シングルスと男子ダブルスの2部門が始まった。1968年に現在のような「オープン大会」となるまでは、各部門が個別の名称を持ち、大会会場も別々のテニスクラブで開かれた点が、他の3つのテニス4大大会と大きく異なる。最初の6年間、1881年から1886年までは「全米シングルス選手権」（現在の男子シングルス部門、名称：U.S. National Singles Championship）と「全米ダブルス選手権」（現在の男子ダブルス部門、名称：U.S. National Doubles Championship）が同じロードアイランド州ニューポートにある「ニューポート・カジノ」で開かれた。ジョセフ・クラークは1882年の第2回大会から全米選手権に出場し始め、1885年から1887年まで3年連続でシングルスのベスト4に入ったが、決勝戦には1度も進出できなかった。
1885年の「全米ダブルス選手権」で、クラークは同じハーバード大学のリチャード・シアーズと組み、決勝でヘンリー・スローカム＆パーシー・クナップ組を 6-3, 6-0, 6-2 で破って優勝した。クラークとシアーズは、同じ大学のライバル選手として「全米大学対抗テニス選手権」でも優勝を争い、クラークは1883年に全米大学選手権のシングルス・ダブルスで単複優勝を果たした。最初期の大学選手権はコネチカット州ハートフォードの精神病院で行われ、何人かの入院患者たちがボールボーイ（球拾い）の仕事を手伝ったという。
1883年、ジョセフとクラレンスのクラーク兄弟はイギリスに遠征し、親善試合としてウィリアムとアーネストの「レンショー兄弟」と2試合のダブルス戦を行ったが、2試合とも敗れた。これを足掛かりに、3人のアメリカ人選手が翌年の1884年ウィンブルドン選手権に初出場し、リチャード・シアーズ、ジェームズ・ドワイト、A・L・ライブズの3名が同選手権で最初の外国人出場者になった。クラーク兄弟はウィンブルドン選手権に出場しなかったが、シアーズやドワイトたちが選手権に出場する道を開いたのである。その後、ジョセフは1889年から1891年まで3年間全米テニス協会（USTA）の会長を務めた。
1954年、ジェームズ・バン・アレン（1902年 - 1991年）が、最初の全米シングルス選手権会場があったロードアイランド州ニューポートの地に「国際テニス殿堂」を設立した。第1回の国際テニス殿堂入り式典は1955年に行われ、クラークはシアーズらと並んで、最初の殿堂入りをした7名の選手のひとりに選ばれた。アメリカ男子テニス界の黎明期を切り開いたジョセフ・シル・クラークは、殿堂入り式典の時はただ1人の存命選手であったが、1年後の1956年4月14日に94歳の高齢で亡くなった。